# Parafia Krzyża Świętego w Mysłowicach
Parafia Krzyża Świętego – rzymskokatolicka parafia znajdująca się w Mysłowicach. Parafia należy do dekanatu mysłowickiego w archidiecezji katowickiej, erygowana 25 maja 1980 r.